# Come un ermellino nel fango
Come un ermellino nel fango è uno spettacolo teatrale nato nel 2012, basato su testi di Liliana Segre e Tadeusz Borowski, che si propone di commemorare i milioni di vittime nei campi di concentramento e di sterminio nazisti, anche come monito per il futuro.
L'opera è stata riproposta più volte negli anni, in occasione della giornata della memoria.

## Trama
L'opera consiste in una serie di scene intervallate da filmati e coreografie danzate. Vengono descritte tre diverse fasi della Shoah:
- Le discriminazioni razziali sempre più intense, culminate nella deportazione, attraverso il racconto di Liliana Segre bambina, a Milano, nell'indifferenza di quasi tutti i concittadini.
- La soluzione finale, attraverso i ricordi di Tadeusz Borowski, che racconta l'arrivo ad Auschwitz di un treno di deportati, dove gli internati nel lager devono scaricare dai vagoni persone e oggetti.
- Dopo la liberazione e il ritorno a casa, l'estrema difficoltà a ritrovare la propria normalità, anche a causa della società che pare nuovamente indifferente e incapace di accogliere in maniera adeguata chi ha subito il dramma della deportazione.